# Джулі Белл
Джулі (Джулія) Белл (англ. Julie Bell; нар. 20 вересня 1956) — американська ілюстраторка, фотографка, модель Бо́ріса Вальєхо, в минулому культуристка.

## Життєпис
Народилась в місті Бомонт, штату Техас в 1958 році. Одружилася з Борисом Вальєхо в 1994 році і живе в Пенсильванії, має двох синів, професійних художників.

## Кар'єра
З дитинства Белл приваблювало мистецтво малювання, особливо людини і тварин. Навчалась фотографії, малюнку і живопису в шести різних коледжах і університетах.
Кар'єру розпочала ілюстраторкою книг, журналів, коміксів і відеоігор в стилі фентезі. З 1990 фотографка проілюструвала понад 100 різних книг і періодичних видань. На сьогодні Джулі Белл є яскравою фігурою в фентезі. Вона створює рекламні ілюстрації для еліти корпоративного світу, як-от «Nike», «Кока-Кола», «Форд Мотор», «Тойота», займається ілюструванням книг для великих видавництв Нью-Йорка, а також оформленням художніх альбомів і обкладинок популярних журналів. Першою з жінок живописала Конана для «Марвел Комікс».
Перший варіант обкладинки журналу «Хеві-метал», виконаний Белл з нині вже легендарною «металевою плоттю», викликав сенсацію. «Металева плоть» має плинність води одночасно з твердістю сталі, зберігаючи чуттєву м'якість шкіри. Цей магічний ефект став упізнаваною маркою Джулі Белл. Її гіперреалістичний стиль відомий потужними і еротичними зображеннями воїнів і амазонок і чуттєвого, витонченого використання кольору і структури. Белл рідко малює людей з натури, зазвичай вона має справу з фотографіями натурників, перетворюючи їх у сюрреалістичні і фантастичні картини.
Свого часу Белл серйозно займалася бодібілдінгом, виступаючи на різних змаганнях. Зараз вона підтримує форму і захоплюється йогою. В її мистецтві завжди присутні елементи сили та незалежності.

## Роботи
- «Тверді вигини» (1996)
- «М'які, як сталь: Мистецтво Джулі Белл» (1999)
- «Джулія Белл „Портфоліо“» (2000)

Белл була лауреаткою премії «Чеслі» (Chesley) за художні досягнення в 2008 році.